# Відплата: Дорога помсти
«Відплата: Дорога помсти» (англ. Retribution) — гостросюжетний бойовик 2023 року режисера Німрода Антала за сценарієм Крістофера Салманпура та Альберто Маріні. У фільмі зіграли Ліам Нісон, Нома Думезвені, Ліллі Аспелл, Джек Чемпіон, Ембет Девідц і Меттью Модін. Фільм розповідає про задумливого чоловіка, який потрапляє в пастку у своїй машині після повідомлення, що машина вибухне, якщо він захоче вийти з неї.
Фільм, знятий спільно кінокомпаніями Франції, Німеччини, Іспанії та США, випущений у Франції 23 серпня 2023 року StudioCanal, а в США — 25 серпня Lionsgate та Roadside Attractions. Прокат в Україні здійснювала компанія Kinomania з 24 серпня 2023 року.
Слоган фільму: «Цього літа всі дороги ведуть до правди» (англ. This Summer, all roads lead to the truth). Це третій ремейк іспанського фільму «Незнайомець» (ісп. El desconocido, англ. Retribution) 2015 року, після німецького «Не виходь!» (2018) та південнокорейського «Дзвінок від невідомого» (2021).

## Акторський склад
- Ліам Нісон — Метт Тернер
- Нома Думезвені — Анджела Брікманн
- Ліллі Аспелл — Емілі Тернер
- Джек Чемпіон — Зак Тернер
- Аріан Моаєд — Сільван
- Ембет Девідц — Гізер Тернер
- Меттью Модін — Андерс Мюллер

## Виробництво
«Відплата: Дорога помсти» — спільне виробництво кінокомпаній StudioCanal, The Picture Company і Studio Babelsberg, продюсери: Алекс Хейнеман, Ендрю Рона, Жауме Кольєт-Серра, Шанна Едді, Хуан Сола. Фільм знімали в основному на студії Babelsberg у Потсдамі та на вулицях Берліна, де розгортаються події.
Фільм анонсували у травні 2017 року, а про те, що Ліам Нісон зіграє головну роль, стало відомо в листопаді 2020 року. У травні 2021 року було оголошено, що Джек Чемпіон і Ліллі Аспелл зіграли сина і дочку персонажа Нісона. У червні 2021 року стало відомо, що у фільмі взяли участь Меттью Модін, Ембет Девідц і Аріан Моаєд.
Музику до фільму написав британський композитор Гаррі Ґреґсон-Вільямс.

## Випуск
У листопаді 2022 року Lionsgate Films придбала права на розповсюдження фільму в США, Канаді та Індії у StudioCanal і The Picture Company, у Північній Америці компанія співпрацювала з Roadside Attractions, а в Індії — з PVR Inox Pictures. У Західній Європі фільм вийшов у прокат 23 серпня 2023 року, в Україні — 24 серпня.

### Український дубляж
Українською мовою фільм дубльований  студією AAA-Sound у 2023 році на замовлення компанії Kinomania. Переклад Ганни Павленко, режисер дубляжу Олександр Єфімов, звукорежисер перезапису Дмитро Мялковський.
Ролі дублювали: Борис Георгієвський, Антоніна Хижняк, Павло Скороходько, Дмитро Завадський, Катерина Брайковська, Олена Узлюк, Роман Солошенко, Катерина Буцька та інші.

### Домашні медіа
15 вересня 2023 року фільм вийшов як «відео на вимогу» в США, на Blu-ray — 31 жовтня.

## Сприйняття

### Касові збори
Фільм «Відплата: Дорога помсти» зібрав $6,9 млн в США та Канаді та ще $11,8 млн на інших територіях, що становить загальну суму у 18,7 мільйона доларів.
У Північній Америці «Відплата» вийшла 25 серпня 2023 року разом із фільмами «Ґран Туризмо», The Hill і «Голда» і, за прогнозами, заробив $1,3 млн у перший день.

### Відгуки критиків
Агрегатор рецензій Rotten Tomatoes поставив фільму 29 % «свіжості» на основі 93 відгуків критиків та середню оцінку 4,6/10. Консенсус вебсайту говорить: «„Відплата“ може виявитися дещо розважальною для запеклих шанувальників фільмів, які зображують Ліама Нісона як батька в небезпеці, але в більшості випадків цей трилер є суворо стандартним». Metacritic поставив фільму середньозважену оцінку 43 бали зі 100 на основі 26 критиків, вказуючи на «змішані або середні» рецензії. Аудиторія, опитана CinemaScore, поставила фільму середню оцінку «C» за шкалою від A+ до F, тоді як опитані PostTrak дали йому загальну позитивну оцінку на 54 %.
Більге Ебірі у змішаній рецензії для Vulture заявив, що «бойовики Нісона часто звертаються до хвилювань його героїв як батька та/або чоловіка — сублімуючи його власну трагічну особисту історію у сферу вигаданої мотивації». і що «Більшість „Відплати“ складається з трьох знімків: великий план Метта, великий план його доньки та великий план його сина. Але з цих простих будівельних блоків і цього нічого сценарію Антал витягує багато напруги і навіть емоцій».
Ноель Мюррей у Los Angeles Times зазначив: «Сценарій надто функціональний, обтяжений періодичними дампами інформації, де різні люди намагаються пояснити, як невдалий бізнес Метта може бути пов'язаний із його нинішньою скрутою», додавши, що «Ліам Нісон зробив так багато варіацій героїв бойовика „розгніваного тата“, що ми можемо почати ділити ці фільми на піджанри» і що «хоча „Відплата“ далеко не найкраща у Нісона, вона все одно здебільшого працює, якщо ви відключите діалог і зосередитеся на здригаючому обличчі героя, чекаючи, що рознесеться в пух і прах першим: його машина чи його терпіння».